# Bocula caradrinoides
Bocula caradrinoides är en fjärilsart som beskrevs av Achille Guenée 1852. Bocula caradrinoides ingår i släktet Bocula och familjen nattflyn. Inga underarter finns listade i Catalogue of Life.